# Фінал Ліги Європи УЄФА 2017
Фінал Ліги Європи УЄФА 2017 — 46-й фінал Кубка УЄФА, але 8-й у зміненому форматі. Пройшов 24 травня 2017 року в Сольні (Швеція), на стадіоні «Френдз Арена». У матчі зійшлись нідерландський «Аякс» та англійський «Манчестер Юнайтед». Перемогу з рахунком 2–0 здобув англійський клуб.
Переможець отримає право зіграти проти переможця Ліги чемпіонів УЄФА 2016—2017 в Суперкубку УЄФА 2017. Він також отримає пряму путівку мінімум до раунду плей-оф Ліги чемпіонів УЄФА 2017—2018, а у разі, якщо переможець Ліги чемпіонів 2016—2017 потрапить до групового раунду наступного розіграшу через чемпіонат, — одразу до групової стадії.

## Місце проведення
Ареною фіналу 30 червня 2015 в Празі був обраний шведський стадіон «Сведбанк Арена».
Стадіон побудований протягом 2009—2012 років, як «Сведбанк Арена». Відкритий 2012 року.
При будівництві стадіон називався «Сведбанк Арена», однак 28 березня 2012 року «Сведбанк» оголосив, що віддає своє право на комерційну назву стадіону некомерційній організації, яка бореться проти шкільного хуліганства. Таким чином, стадіон отримав назву «Френдз Арена» на честь дитячої дружби. 
Стадіон має повністю зсувний дах.

## Посол матчу

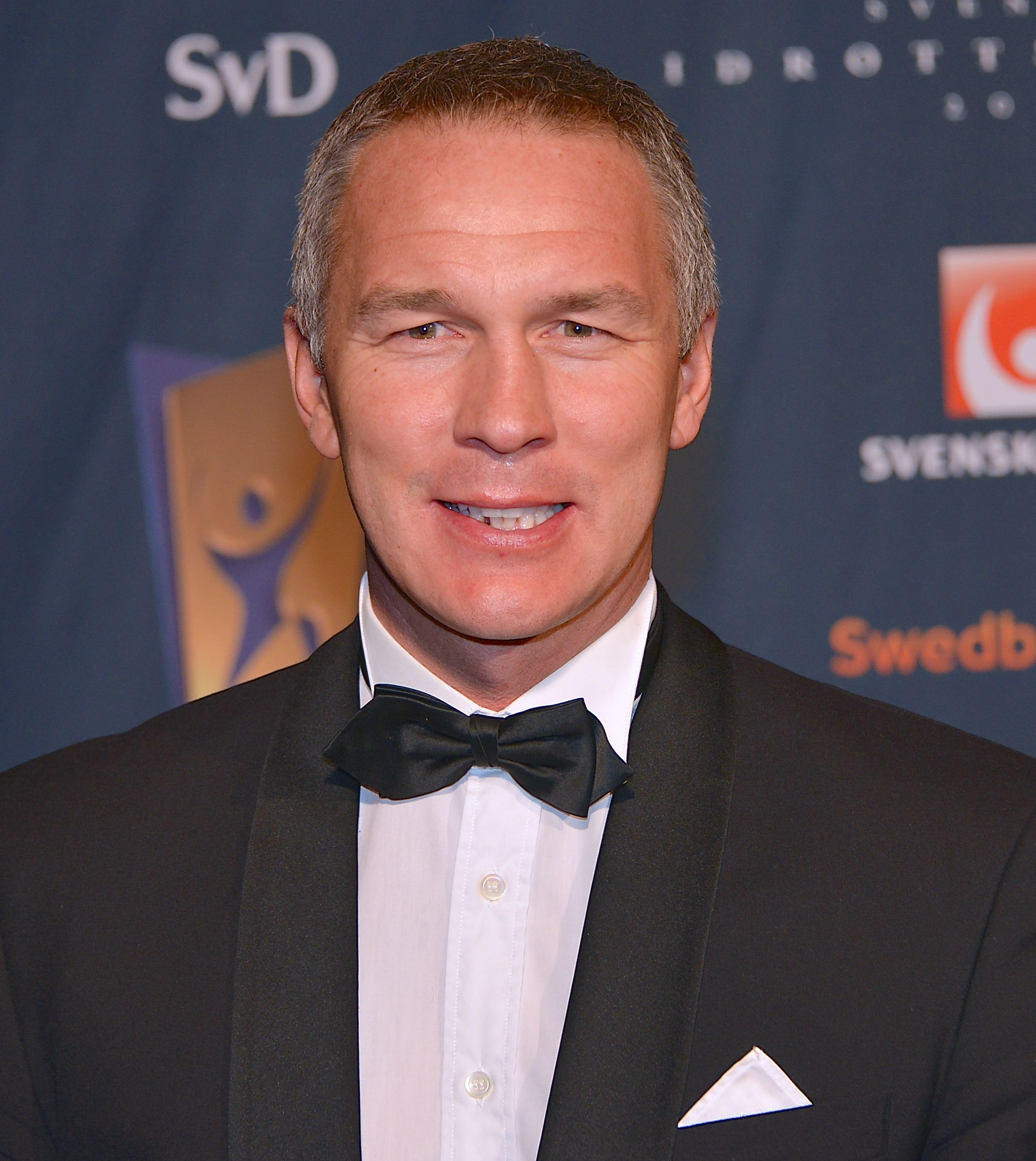
Посол матчу Патрік Андерссон

Послом фінального матчу став відомий в минулому шведський футболіст Патрік Андерссон, переможець Ліги чемпіонів УЄФА 2001 у складі мюнхенської «Баварії».

## Логотип
26 серпня 2016 в Монако під час жеребкування групового етапу УЄФА оприлюднив логотип поєдинку.

## Передмова
Для «Аяксу» це буде другий фінал у Кубку/Лізі УЄФА. Першим фіналом для них був двоматчевий двобій з італійським «Торіно», який він із загальним рахунком 2-2 виграв за сумою двох матчів згідно з правилом виїзного голу.
«Манчестер Юнайтед» вперше зіграє в фіналі Кубка/Ліги УЄФА. В разі перемоги манкуніанців вони стануть п'ятим клубом після «Аяксу», «Ювентусу», «Баварії», «Челсі», які вигравали всі три головних європейських трофеїв (Кубка / Ліги чемпіонів, Кубка УЄФА / Ліги Європи та нині неіснуючого Кубка кубків).
Між собою клуби грали двічі, так у першому раунді Кубка УЄФА 1976—1977 за сумою двох матчів перемогу здобули манкуніанці 2:1, вони ж здобули перемогу за сумою двох матчів (3:2) в 1/16 фіналу Ліги Європи УЄФА 2011—2012.

## Шлях до фіналу
Примітка: У таблиці рахунок фіналіста наведений першим (В = вдома; Г = в гостях).
| Команда      | І | В | Н | П | ЗМ | ПМ | РМ  | О  |
| ------------ | - | - | - | - | -- | -- | --- | -- |
| Аякс         | 6 | 4 | 2 | 0 | 11 | 6  | +5  | 14 |
| Сельта       | 6 | 2 | 3 | 1 | 10 | 7  | +3  | 9  |
| Стандард     | 6 | 1 | 4 | 1 | 8  | 6  | +2  | 7  |
| Панатінаїкос | 6 | 0 | 1 | 5 | 3  | 13 | −10 | 1  |

| Команда           | І | В | Н | П | ЗМ | ПМ | РМ | О  |
| ----------------- | - | - | - | - | -- | -- | -- | -- |
| Фенербахче        | 6 | 4 | 1 | 1 | 8  | 6  | +2 | 13 |
| Манчестер Юнайтед | 6 | 4 | 0 | 2 | 12 | 4  | +8 | 12 |
| Феєнорд           | 6 | 2 | 1 | 3 | 3  | 7  | −4 | 7  |
| Зоря              | 6 | 0 | 2 | 4 | 2  | 8  | −6 | 2  |

## Матч
| 24 травня 2017 20:45 CEST |

| Аякс | 0:2             | Манчестер Юнайтед      |
| ---- | --------------- | ---------------------- |
|      | Протокол(англ.) | Погба 18' Мхітарян 48' |

| Френдз Арена, Сольна Глядачів: 46 961 Арбітр: Дамир Скомина (Словенія) |

### Деталі
| Аякс | Манчестер Юнайтед |

| ВР        | 24 | Андре Онана      |     |     |
| ЗХ        | 3  | Джоел Велтман    | 58' |     |
| ЗХ        | 5  | Давінсон Санчес  |     |     |
| ЗХ        | 36 | Маттейс де Лігт  |     |     |
| ЗХ        | 4  | Джайро Рідевалд  | 78' | 82' |
| ПЗ        | 10 | Деві Классен ()  |     |     |
| ПЗ        | 20 | Лассе Шене       |     | 70' |
| ПЗ        | 22 | Хакім Зієх       |     |     |
| НП        | 9  | Бертран Траоре   |     |     |
| НП        | 25 | Каспер Долберг   |     | 62' |
| НП        | 11 | Амін Юнес        | 64' |     |
| Заміни:   |    |                  |     |     |
| ВР        | 33 | Дідерік Бур      |     |     |
| ЗХ        | 2  | Кенні Тете       |     |     |
| ЗХ        | 16 | Гайко Вестерманн |     |     |
| ПЗ        | 21 | Френкі де Йонг   |     | 82' |
| ПЗ        | 30 | Донні ван де Бек |     | 70' |
| НП        | 45 | Джастін Клюйверт |     |     |
| НП        | 77 | Давід Нерес      |     | 62' |
| Тренер:   |    |                  |     |     |
| Петер Бош |    |                  |     |     |

| ВР            | 20 | Серхіо Ромеро       |     |     |
| ЗХ            | 25 | Антоніо Валенсія () |     |     |
| ЗХ            | 12 | Кріс Смоллінг       |     |     |
| ЗХ            | 17 | Дейлі Блінд         |     |     |
| ЗХ            | 36 | Маттео Дарміан      |     |     |
| ПЗ            | 21 | Андер Еррера        |     |     |
| ПЗ            | 8  | Хуан Мата           | 78' | 90' |
| ПЗ            | 27 | Маруан Феллаїні     | 52' |     |
| ПЗ            | 6  | Поль Погба          |     |     |
| ПЗ            | 22 | Генріх Мхітарян     | 31' | 74' |
| НП            | 19 | Маркус Рашфорд      |     | 84' |
| Заміни:       |    |                     |     |     |
| ВР            | 1  | Давід де Хеа        |     |     |
| ЗХ            | 4  | Філ Джонс           |     |     |
| ЗХ            | 24 | Тімоті Фосу-Менса   |     |     |
| ПЗ            | 14 | Джессі Лінгард      |     | 74' |
| ПЗ            | 16 | Майкл Каррік        |     |     |
| НП            | 10 | Вейн Руні           |     | 90' |
| НП            | 11 | Антоні Марсьяль     |     | 84' |
| Тренер:       |    |                     |     |     |
| Жозе Моурінью |    |                     |     |     |